# Waterbies
Waterbies (Eleocharis) is een geslacht uit de cypergrassenfamilie (Cyperaceae). De soorten hebben een kosmopolitische verspreiding: ze komen bijna overal ter wereld voor.

## Soorten (selectie)
- Eleocharis acicularis (L.) Roem. & Schult. - Naaldwaterbies
- Eleocharis acutangula (Roxb.) Schult.
- Eleocharis afflata Steud.
- Eleocharis atropurpurea (Retz.) J.Presl & C.Presl
- Eleocharis baldwinii (Torr.) Chapm.
- Eleocharis bella (Piper) Svenson
- Eleocharis bifida S.G. Smith
- Eleocharis bolanderi A.Gray
- Eleocharis brittonii Svenson ex Small
- Eleocharis cellulosa Torr.
- Eleocharis compressa Sull.
- Eleocharis congesta D.Don
- Eleocharis dulcis (Burm.f.) Trin. ex Hensch. - Chinese waterkastanje
- Eleocharis elegans (Kunth) Roem. & Schult.
- Eleocharis equisetoides (Elliott) Torr.
- Eleocharis filiculmis Kunth
- Eleocharis geniculata (L.) Roem. & Schult.
- Eleocharis halophila Fernald & Brackett
- Eleocharis kuroguwai Ohwi
- Eleocharis macrostachya Britton
- Eleocharis montana (Kunth) Roem. & Schult.
- Eleocharis montevidensis Kunth
- Eleocharis multicaulis (Sm.) Sm. - Veelstengelige waterbies
- Eleocharis mutata (L.) Roem. & Schult.
- Eleocharis nodulosa Schult.
- Eleocharis obtusa (Willd.) Schult.
- Eleocharis ovata (Roth) Roem. & Schult. - Eivormige waterbies
- Eleocharis pachycarpa Desv.
- Eleocharis pachystyla (C.Wright) C.B.Clarke
- Eleocharis palustris (L.) Roem. & Schult. - Gewone waterbies
- Eleocharis parishii Britton
- Eleocharis parvula (Roem. & Schult.) Link ex Bluff et al.
- Eleocharis pellucida J.Presl & C.Presl
- Eleocharis quadrangulata (Michx.) Roem.
- Eleocharis quinqueflora (Hartmann) O.Schwarz - Armbloemige waterbies
- Eleocharis radicans (A.Dietr.) Kunth
- Eleocharis rostellata (Torr.) Torr.
- Eleocharis sellowiana Kunth
- Eleocharis tenuis (Willd.) Schult.
- Eleocharis torticulmis S.G.Sm.
- Eleocharis tortilis (Link) Schult.
- Eleocharis tuberculosa  (Michx.) Roem. & Schult.
- Eleocharis uniglumis (Link) (Link) Schult. - Slanke waterbies
- Eleocharis vivipara Link

... · 
E. acicularis (naaldwaterbies) · 
E. dulcis (Chinese waterkastanje) · 
E. multicaulis (veelstengelige waterbies) · 
E. ovata (eivormige waterbies) · 
E. palustris (gewone waterbies) · 
E. quinqueflora (armbloemige waterbies) · 
E. uniglumis (slanke waterbies) · 
...
... · 
Blysmus · 
Bolboschoenus · 
Carex (Zegge) · 
Cladium · 
Cyperus (Cypergras) · 
Eleocharis (Waterbies) · 
Eleogiton · 
Eriophorum (Wollegras) · 
Isolepis · 
Rhynchospora · 
Schoenoplectus (Bies) · 
Schoenus · 
Scirpoides · 
Scirpus · 
Trichophorum · 
...